# Pseudoeurydesmus urbanae
Pseudoeurydesmus urbanae är en mångfotingart som beskrevs av Christoph D. Schubart 1960. Pseudoeurydesmus urbanae ingår i släktet Pseudoeurydesmus och familjen Chelodesmidae. Inga underarter finns listade i Catalogue of Life.